# Макшерри, Мона
Мона Макшерри (англ. Mona McSharry; род. 21 августа 2000, Грейндж, Коннахт) ― ирландская пловчиха, призёр летних Олимпийских игр 2024 года, призёр чемпионата мира и чемпионата европы на короткой воде. Участница летних Олимпийских игр 2020 и 2024 годов.

## Биография
Родилась 21 августа 2000 года в деревне Грейндж, Ирландия.
В 2017 году на чемпионате мира среди юниоров Мона стала победительницей в заплыве на 100 метров брассом. На чемпионате Европы среди юниоров в Нетании, Израиль, она выиграла дистанции на 100 и 50 метров брассом.
В 2019 году на чемпионате Европы в 25-ти метровом бассейне стала бронзовым призёром на дистанции 50 метров брассом.
В 2021 году приняла участие в летних Олимпийских играх в Токио. На дистанции 100 метров брассом пробилась в финал и заняла итоговое восьмое место.
На чемпионате мира в 25-метровом бассейне в Абу-Даби завоевала бронзовую медаль на дистанции 100 метров брассом.

### Олимпиада 2024 в Париже
На Олимпийских играх 2024 года в Париже сумела завоевать бронзовую медаль на дистанции 100 метров брассом. На дистанции вдвое больше стала только 11-й.